# Florian Riedel
Florian Riedel (* 9. April 1990 in Werdau) ist ein deutscher Fußballspieler und Sportdirektor.

## Spielerkarriere

### Nachwuchsspieler
Florian Riedel spielte zunächst in den Jugendmannschaften von Rot-Weiß Werdau und FSV Zwickau, bevor er 2005 in den Nachwuchs von Hertha BSC wechselte. Im April 2007 gewann er mit der Poelchau-Oberschule die in Chile ausgetragene Fußball-Schulweltmeisterschaft. Der siegreichen Schülerauswahl gehörten unter anderem auch Riedels Herthaner Mannschaftskameraden Fabian Holland, Marvin Knoll, Alfredo Morales, Fanol Perdedaj und Kevin Stephan an.

### Profispieler
Im Sommer 2008 unterzeichnete Riedel einen Dreijahresvertrag bei Hertha. Kurz darauf debütierte er unter Lucien Favre in der ersten Mannschaft von Hertha BSC, als er in der UEFA-Pokal-Partie bei FC Nistru Otaci eingewechselt wurde. Danach kam er jedoch in der ersten Mannschaft über Trainingsteilnahmen nicht mehr hinaus und bestritt stattdessen nur noch Spiele für die U23.
2010 unterschrieb Riedel einen Vertrag beim niederländischen Klub AGOVV Apeldoorn. In der Eerste Divisie belegte man am Saisonende Platz 15. Zur Saison 2011/12 wechselte Riedel zurück nach Deutschland zum Drittligisten VfL Osnabrück.
Im Sommer 2012 wechselte Riedel in die 2. Fußball-Bundesliga zum 1. FC Kaiserslautern. Dort unterschrieb er einen Dreijahresvertrag. Am 30. September 2012 debütierte er für den FCK im Heimspiel gegen Braunschweig, als er in der 84. Minute für Konstantinos Fortounis eingewechselt wurde. In der 91. Minute erhielt er wegen rohen Spiels die Rote Karte und wurde für drei Spiele gesperrt. Beim 1:0-Auswärtssieg am 4. Februar 2013 gegen TSV 1860 München erzielte er in der 87. Minute mit seinem ersten Ballkontakt den Siegtreffer, der zugleich sein erstes Profitor war. Zu Beginn der Saison 2013/14 zog sich Riedel eine schwere Schulterverletzung zu, die mit zeitlichem Abstand zwei Operationen nach sich zog. Ende März 2014 kam er erstmals wieder für die zweite Mannschaft des FCK zum Einsatz. In der darauffolgenden Saison wurde er von Trainer Kosta Runjaic nicht mehr für die Profimannschaft berücksichtigt. Nach dem Vertragsende im Sommer 2015 war Riedel zunächst vereinslos, ehe er Anfang 2016 bei Eintracht Trier einen Vertrag bis 30. Juni 2017 unterzeichnete. Nachdem Riedel mit den Moselstädtern aus der Regionalliga Südwest abstieg schloss er sich zur Saison 2017/18 dem FC Viktoria Berlin in der Regionalliga Nordost an.
Wiederum nur ein Jahr später folgte zur Saison 2018/19 der ablösefreie Wechsel zum VfB Lübeck in die Regionalliga Nord. Bei den Hansestädtern unterschrieb er einen Vertrag bis 2020. Unter dem Cheftrainer Rolf Martin Landerl gehörte Riedel direkt zum Stammpersonal und absolvierte 33 Ligaspiele (alle von Beginn), in denen er ein Tor erzielte. Die Saison 2019/20 wurde aufgrund der COVID-19-Pandemie im März unterbrochen. Zu diesem Zeitpunkt stand der VfB Lübeck nach 25 Spielen auf dem 1. Platz. Riedel absolvierte bis dahin 22 Spiele (alle von Beginn), in denen er 3 Tore erzielte. Als der Abbruch der Saison beschlossen wurde, wurde der VfB Lübeck zum Meister und Aufsteiger in die 3. Liga erklärt, da die Nord-Staffel in diesem Jahr den Direktaufsteiger stellte.
Nachdem Sportdirektor Leeser die Mannschaft im Anschluss an das 1:3 verlorene Auswärtsspiel bei der SG Dynamo Dresden am 24. Spieltag scharf kritisiert und ihr unter anderem den Charakter abgesprochen hatte, stellte sich der stellvertretende Kapitän Riedel vor das Team und gab vor dem folgenden Spiel ein Interview, das als „Wutrede“ und seitens Sportdirektor und Vorstandssprecher Schikorra als „vereinsschädigend“ bezeichnet wurde. Dafür wurde er für eine Woche vom Trainings- und Spielbetrieb suspendiert und sollte eine zweite Woche mit der Reserve trainieren. Zusätzlich erhielt der Außenbahnspieler eine Geldstrafe, wurde aus dem Mannschaftsrat ausgeschlossen und verlor den stellvertretenden Kapitänsposten.
Die Fans und die Mannschaft des VfB Lübeck stellten sich hinter Riedel, die Strafe wurde aus der Mannschaftskasse gezahlt. Riedel zeigte Reue und akzeptierte die Strafe.
In der Halbzeitpause des 25. Spieltages soll es dann zu einer Handgreiflichkeit Riedels gegen Trainer Rolf Martin Landerl gekommen sein. Vorausgegangen war die Aufforderung Landerls an die Spieler, die von diesen getragenen grünen Armbinden abzunehmen. Details dazu wurden nicht genannt, nur dass Riedel sich unmittelbar darauf entschuldigt hatte und Landerl die Angelegenheit intern regeln wollte. Nachdem der Vorfall am 25. Februar 2021 der Vereinsführung bekannt wurde, suspendierte diese Riedel dauerhaft. Nach der Suspendierung wurde die Handgreiflichkeit seitens des Spielers dementiert. Es soll nach seiner Sichtweise nur zu einer Meinungsverschiedenheit gekommen sein. Am Saisonende lief sein Vertrag aus. Nachdem das Arbeitsgericht Lübeck einer Klage Riedels gegen den VfB Lübeck im Dezember 2021 stattgab, widerrief der Verein die Vorwürfe gegen Riedel und entschuldigte sich bei dem Spieler.
Im August 2021 gab der TSV Havelse, Aufsteiger in die 3. Fußball-Liga, die Verpflichtung von Florian Riedel bekannt. Er stieg mit der Mannschaft in die Regionalliga ab. Nach einer Vertragsverlängerung im Juli 2022 ist er neben seiner Rolle als Spieler auch als Sportdirektor für den TSV Havelse tätig.

## Erfolge
- Aufstieg in die 3. Liga: 2020 (VfB Lübeck)
- Meister der Regionalliga Nord (2): 2020 (VfB Lübeck), 2025 (TSV Havelse)
- Schleswig-holsteinischer Landespokalsieger: 2019 (VfB Lübeck)
- Rheinlandpokalsieger: 2016 (Eintracht Trier)